# Couesmes-Vaucé
Couesmes-Vaucé är en kommun i departementet Mayenne i regionen Pays de la Loire i nordvästra Frankrike. Kommunen ligger i kantonen Ambrières-les-Vallées som tillhör arrondissementet Mayenne. År 2022 hade Couesmes-Vaucé 377 invånare.

## Befolkningsutveckling
Antalet invånare i kommunen Couesmes-Vaucé
| Referens: INSEE |